# Krasnoje (rejon totiemski)
Krasnoje (ros. Красное) – wieś w Rosji, w rejonie totiemskim obwodu wołogodzkiego. W 2010 r. liczyła 28 mieszkańców.